# 娜塔莎·凯泽-布朗
娜塔莎·凯泽-布朗（英語：Natasha Kaiser-Brown，1967年5月14日—），美国女子田径运动员，主攻短跑。她曾代表美国参加1992年夏季奥林匹克运动会田径比赛，获得女子4×400米接力银牌。